# Doron (Fluss)
Der Doron ist ein Gebirgsfluss in Frankreich, der im Département Savoie in der Region Auvergne-Rhône-Alpes verläuft. Er entspringt im Massif du Beaufortin, im Gemeindegebiet von Beaufort, entwässert generell in westlicher Richtung, durchfließt den Stausee Lac de Roselend und mündet nach rund 25 Kilometern bei Le Doron, im Gemeindegebiet von Venthon, knapp nördlich von Albertville, als linker Nebenfluss in den Arly.

## Orte am Fluss
- Beaufort
- Villard-sur-Doron
- Queige
- Venthon